# Georg Boguslav von Wobeser
Georg Boguslav (Bogislaw) von Wobeser (* 4. April 1653 in Zirchow; † 1. Dezember 1722 in Pillau) war ein preußischer Generalleutnant und seit 1697 Kommandant von Pillau.

## Leben
Er entstammt der pommerschern Adelsfamilie von Wobeser und war der Sohn des Gutsbesitzers und Stolper Landrats Peter von Wobeser († 1658), Herr auf Zirchow, Vieschen, Dresow sowie auf Alt- und Neugutzmerow. Seine Mutter war Frieda Adelheid von Pirch aus dem Hause Kose.
Schon 1669 trat Wobeser in den Militärdienst des Kurfürsten Friedrich Wilhelm. Nach Einsatz im Bataillon „Truchseß“ diente er im Regiment „Dohna zu Fuß“. Im Jahr 1684 wurde er Kapitän und nahm im Türkenfeldzug von 1686 bei der Belagerung von Ofen (1684/1686) teil. Dabei explodierte eine Mine in seiner Nähe, so dass er fortan schwere Brandnarben im Gesicht trug. Sein Bruder Hans Friedrich fiel bei dem schweren Angriff auf Ofen. 1691 wurde er Major im Regiment „Dohna“ und am 7. Oktober 1697 zum Oberst befördert. Zugleich wurde er zum Kommandanten von Pillau ernannt, was er bis 1722 blieb. 1705 wurde er Generalmajor und erhielt 1712 den Orden Pour le Mérite. Er wurde am 12. Februar 1717 zum Chef des neu errichteten Garnisonsregiments (No. II) in Pillau ernannt und am 17. Juni 1718 wurde er Generalleutnant.
Er war Gutsherr auf Alt- und Neugutzmerow, später auf Gohren, Linkau, Gauten und Korjeiten.

## Familie
Wobeser heiratete Clara Erdmuthe von Stojentin aus dem Hause Gohren, die Tochter des Heinrich Peter von Stojentin († 1694) und der Ursula Maria von Massow. Das Ehepaar hatte mindestens einen Sohn und eine Tochter. Der Sohn Peter Heinrich von Wobeser (1683–1753) wurde Kammerpräsident der Neumark. Die Tochter Clara Constantia von Wobeser (1690–1779) heiratete 1725 den Landrat Bogislaw Ulrich von Puttkamer († 1740) und war die Mutter des Generals Georg Henning von Puttkamer.